# Castillo de El Real de la Jara
El castillo de El Real de la Jara es una fortificación del municipio español de El Real de la Jara, en la provincia de Sevilla.

## Descripción
El castillo se encuentra dentro del término municipal sevillano de El Real de la Jara, en Andalucía.
Las ruinas habrían quedado protegidas de forma genérica el 22 de abril de 1949, mediante un decreto publicado el 5 de mayo de ese mismo año en el Boletín Oficial del Estado con la rúbrica del dictador Francisco Franco y del ministro de Educación Nacional José Ibáñez Martín, que sostenía que «Todos los castillos de España, cualquiera que sea su estado de ruina, quedan bajo la protección del Estado». En la actualidad contarían con el estatus de Bien de Interés Cultural.